# Mun (riu)

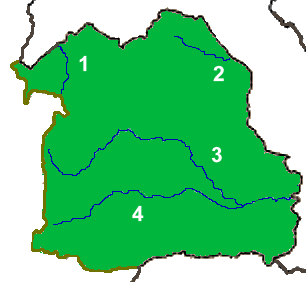
Rius de l'Isaan:
1. Riu Loei
2. Riu Songkhram
3. Riu Chi
4. Riu Mun

El Mun, แม่น้ำมูล (tailandès) és un riu de l'Isaan, al nord-est de Tailàndia.
És un dels afluents del Mekong pel marge dret i el riu més gran de l'altiplà de Khorat.

## Geografia i ecologia
Neix a les Muntanyes de Sankamphaeng, a la zona del Parc Nacional de Khao Yai. Va fluint vers l'est travessant el sud de l'altiplà de Khorat, una zona que ha patit una intensa desforestació a causa de l'activitat humana. Aquest riu manté un curs en el sentit d'oest a est prou regular fins a confluir amb el Mekong a Khong Chiam. Les seves aïgues són utilitzades pel conreu intensiu de l'arròs, aliment bàsic dels habitants de l'Isaan.
La ciutat més important a la vora del riu Mun és Ubon Ratchathani. Els militars americans que es trobaven a la base de bombarders d'Ubon durant la guerra del Vietnam, varen rebatejar aquest riu com a "Moon River" (Riu de la Lluna).
Vers el final del curs del Mun hi ha un embassament que va suscitar una polèmica per part dels ecologistes, el barratge de Pak Mun.

## Afluents
Els afluents més importants del Mun són:
- El riu Chi, que conflueix amb el Mun a la província de Si Saket
- El riu Dom Noi, que neis a les muntanyes de Dongrek i conflueix amb el Mun a l'embassament de Sirindhorn.